# Коммунарка (район Москвы)
Коммуна́рка — район в Новомосковском административном округе города Москвы и одноимённое муниципальное образование (муниципальный округ).
Площадь — 9580,82 га (2024). Население — 167,6 тыс. чел. (2024).

## История
Район Коммунарка и одноименное муниципальное образование созданы 8 мая 2024 года в рамках административно-территориальной реформы  в ТиНАО путём объединения территорий упразднённых послений «Мосрентген» и частей территорий поселений Сосенское, Воскресенское, Десёновское, Московский, Филимонковское. Органы местного самоуправления новообразованного муниципального округа Коммунарка являются правопреемниками органов местного самоуправления поселений «Мосрентген», Сосенское и Воскресенское.
В мае 2024 года создана управа района Коммунарка, его главой назначен Ермаков Евгений Николаевич. Выборы в совет депутатов муниципального округа впервые проведены 6 — 8 сентября 2024 года вместе с выборами в Мосгордуму по трём пятимандатным избирательным округам. 17 сентября главой муниципального округа избран Долженков Василий Михайлович, бывший глава поселения Сосенское.

## Территория и границы
Граничит с районами Ново-Переделкино, Солнцево, Тёплый Стан, Ясенево, Северное Бутово, Южное Бутово, Щербинка, Троицк, Филимонковский. 

## Транспорт
На территории района находятся 10 станций метро:  Саларьево,  Филатов Луг,  Прокшино,  Ольховая,  Новомосковская,  Потапово,  Тютчевская,  Корниловская,  Коммунарка,  Новомосковская, а также транспортно-пересадочный узел Саларьево.

## Известные жители
- Дюдюкина, Анна Петровна (1934—2020) — доярка совхоза «Коммунарка», Герой Социалистического Труда[5].
- Измайлов, Владимир Васильевич (1773—1830) — писатель, поэт. Владел имением Прокшино, посещал эти места[6].
- Макеев, Сергей Фёдорович (1909—1944) — танкист, Герой Советского Союза (посмертно). Родился в деревне Столбово[7].
- Монахова, Александра Никитична (1914—1999) — передовик, директор государственного племенного завода «Коммунарка», Герой Социалистического Труда. В ее честь названа улица Александры Монаховой поселка Коммунарка.[8]
- Салтыкова, Дарья Николаевна (1730—1801) — серийная убийца. Владела имением Троицкое (ныне пос. завода «Мосрентген»), где убивала крестьян[9].
- Шеппинг, Дмитрий Оттович (1823—1895) — историк, этнограф, краевед. Владел имением Никольское, описал подробно историю окрестностей[6].
- Ягода, Генрих Григорьевич (1891—1938) — советский государственный деятель. Имел на территории нынешнего района дачу[10].